# Gianmarco Raimondo
Gianmarco Raimondo (St. Catharines, 28 november 1990) is een Canadees autocoureur.

## Carrière
Raimondo begon zijn autosportcarrière in 2000 in het karting, waar hij tot 2007 in actief bleef. In de winter van dat jaar stapte hij over naar de Skip Barber Southern Regional Series, waar hij met één podiumplaats op de Sebring International Raceway als twintigste in het kampioenschap eindigde.
In 2008 stapte Raimondo fulltime over naar het formuleracing, waarin hij deelneemt aan de Formule BMW Americas voor het Team Autotecnica. In zijn debuutweekend wint hij meteen beide races op Laguna Seca. Hierna behaalde hij nog drie podiumplaatsen, waarmee hij achter Alexander Rossi en Ricardo Favoretto als derde in het kampioenschap eindigde met 134 punten. Ook nam hij deel aan de Formule BMW Final, waarin hij als dertiende eindigde.
In 2009 reed Raimondo opnieuw in de Formule BMW Americas voor Team Autotecnica. In het laatste weekend op Mosport Park behaalde hij een overwinning en met 9 podiumplaatsen eindigde hij achter Gabriel Chaves en Giancarlo Vilarinho opnieuw als derde in het kampioenschap met 143 punten. Ook maakte hij zijn Formule 3-debuut, waarin hij op het Autodromo Vallelunga één raceweekend mocht deelnemen in het Italiaanse Formule 3-kampioenschap voor Corbetta Competizioni. Hij eindigde in deze races als elfde en tiende, waardoor hij als negentiende in het kampioenschap eindigde met één punt.
In 2010 stapte Raimondo fulltime over naar de Italiaanse Formule 3 voor het team Lucidi Motors. Zijn beste resultaat was een zesde plaats in het laatste raceweekend van het seizoen op het Autodromo Nazionale Monza. Hij eindigde als zestiende in het kampioenschap met 14 punten.
In 2011 stapte Raimondo over naar de Formule 3 Euroseries, waar hij uitkomt voor het team Motopark Academy. Op het Circuit Park Zandvoort behaalde hij met een tweede plaats zijn enige podiumpositie, waarmee hij als elfde in het kampioenschap eindigde met 66 punten. Door zijn deelname aan de Euroseries reed hij ook een raceweekend in de Formule 3 International Trophy, maar hij was hier niet puntengerechtigd.
In 2012 stapte Raimondo over naar de Europese F3 Open, waar hij voor RP Motorsport reed. Hij behaalde vier overwinningen op de Nürburgring, Spa-Francorchamps, Brands Hatch en de Hungaroring, waarmee hij als tweede in het kampioenschap eindigde, slechts vijf punten achter kampioen Niccolò Schirò.
Raimondo begon 2013 zonder zitje, maar in september werd bekend dat hij in het raceweekend op het Marina Bay Street Circuit in de GP2 Series voor Trident Racing mocht rijden, waarbij hij Sergio Campana verving. Hij eindigde de races als 21e en 22e.